# هيثم الخوجة
هيثم الخوجة (1953 - 1987) هو كاتبٌ وسجينٌ سياسيٌ سوري. كانت قد صدرت له مجموعةٌ قصصيةٌ واحدةٌ تحت عنوان «القحط» عن دار الحداثة اللبنانيَّة في صيف عام 1981. قبل صدور هذه المجموعة بعامٍ واحد، وضع في أحد السجون السوريَّة، وكان ذلك ما بين 1980 حتى 1987. تُوفيَّ بعد خروجه من السجن بأسابيع قليلة، وكان عمره آنذاك 34 عامًا.

## سيرته
وُلد هيثم الخوجة (أو محمد هيثم الخوجة) في مدينة الرقة السوريَّة عام 1953، وحصل على شهادة البكالوريوس في الهندسة الزراعيَّة من جامعة حلب. كان في بدايته ينشرُ قصصه بمجلات الرقة مثل «السراب» في مجلة المناضل عام 1969، و«الوجه الذي مات» في مجلة نضال الطلبة عام 1971. صدرت له مجموعةٌ قصصيةٌ واحدةٌ تحت عنوان «القحط» عن دار الحداثة اللبنانيَّة في صيف عام 1981.
اعتُقل عام 1980 بتهمة الانتماء إلى «الحزب الشيوعي السوري-المكتب السياسي جناح رياض الترك»، حيث وضع في أحد السجون السوريَّة، حتى الإفراج عنه عام 1987. تُوفيَّ بعد خروجه من السجن بأسابيع قليلة، وكان عمره آنذاك 34 عامًا.

## عنه
كتب عنهُ القاص السوري جميل ألفريد حتمل (1956-1994) في مجلة الدراسات الاشتراكية: «سأتذكر هيثم الخوجة الذي فاجأني وقتها بقصصه عن عالم واقعي لا أعرفه، عالم الأرض والفلاحين، هذا العالم من الصراع الأزلي».
أفردَّ ياسين الحاج صالح في كتابه «بالخلاص، يا شباب!» قسمًا كاملًا تحت عنوان «هيثم الخوجة»، حيث ذكر بأنَّ هيثم كان يعاني في الشهور الأخيرة بالسجن من اليرقان، ويذكر بأنهُ «كان مثابرًا على العلاج، مرتفع المعنويات، كثير المشاريع كعادته». كما يُوضح بأنَّ وفاته ربما كانت بسبب التعذيب والضرب الذي تعرض له في السجن عام 1985، حيث «كان واحدًا من ثلاث ضحايا لرفض أكثرنا التصويت في تجديد البيعة لرئيس النظام». أما حول مجموعته القصصية، فيُوضح بأنَّ هيثم «كان سعيدًا بها جدًا. وكان يخطط لروايةٍ بطلتها ساعة مدينتنا، الرقة».

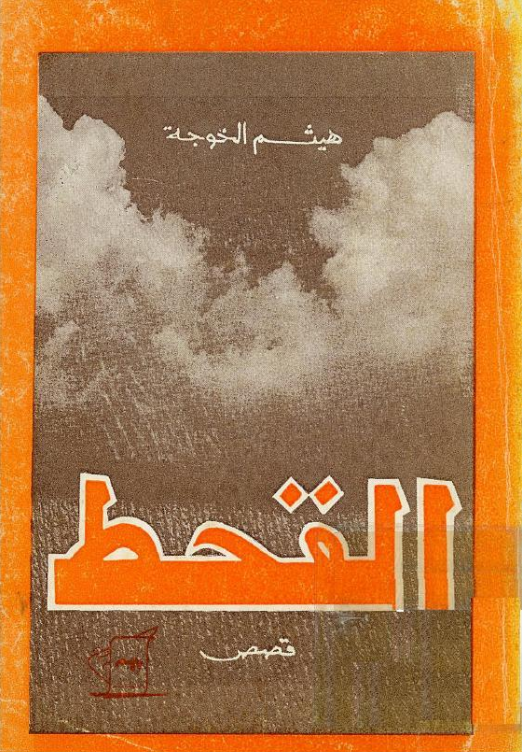
غلاف المجموعة القصصيَّة «القحط»

## وصلات خارجيَّة
- هيثم الخوجة (1981)، القحط (ط. الأولى)، مجلة الحداثة، LCCN:85885897، OCLC:14095890، QID:Q123052970